# 蟻輸送
蟻輸送（ありゆそう）とは太平洋戦争中に日本陸軍が実施した、主に大発動艇（大発）、小発動艇（小発）といった小型で比較的速度の遅い舟艇による諸島間の部隊機動、輸送を指す。

## 背景
開戦当初、日本陸海軍には部隊の統一運用を前提とした作戦思想が無かった。そのため、珊瑚海海戦におけるポートモレスビー攻略や、ミッドウェー海戦におけるミッドウェー攻略においては陸軍と海軍は作戦の都度、中央協定を交わし、作戦の輸送護衛分担について細部まで策定していた。しかし、ミッドウェー海戦後、南太平洋方面のガダルカナル島の戦いが始まると海軍は敵航空優勢下の海上輸送護衛を担うようになり、陸軍部隊の輸送に失敗する事が増加し始めた。
そこで、当時、ガダルカナル島を担当していた第17軍川口支隊の川口清健少将の請願により海軍輸送と合わせて陸軍舟艇による輸送を組み合わせることが認められ、ガダルカナル島増援部隊のうち一個大隊相当の輸送を蟻輸送で行うことが決められた。この際、舟艇機動に参加したのは高速艇甲・高速艇乙各1、大発28、小発31で輸送人員は歩兵第124連隊第2大隊の約1,000名だった。これが蟻輸送の嚆矢である。
これ以降も、ソロモン諸島、ニューギニア、レイテなどの各方面で、連合国軍の航空優勢下に大発による物資輸送が行われた。

## 命名の由来
海洋諸島を島伝いに8ノットに満たない鈍足の舟艇が隊列を組んで島伝いに進む様が蟻の行進に似ていることから自嘲的に付けられた。

## 輸送効率
本来的に輸送を目的として建造された輸送船の輸送能力と比して船舶1トン当たりの輸送効率が劣る上、大発でも艇長14.8メートルと、外洋に出ると対波浪性に劣り、構造上、天蓋が無いため降雨にも弱かった。実際、ガダルカナルの戦いで輸送された前述の第124連隊第2大隊（約1,000名）のうち無事ガダルカナル島に上陸できたのは600名～700名で、物資も途中で多くが放棄されたとされる。

## 蟻輸送が用いられた主な戦い
- ガダルカナル島の戦い
- ニューギニアの戦い
- レイテ島の戦い